# الريان (الحديدة)

تعديل مصدري - تعديل

الريان هي إحدى قرى مديرية زبيد، التابعة لمحافظة الحديدة اليمنية، بلغ تعداد سكانها 1936 نسمة حسب الإحصاء الذي جرى عام 2004.